# Jorge Bolet
Jorge Bolet (15 de noviembre de 1914-16 de octubre de 1990) fue un pianista, director de orquesta y profesor cubano, nacionalizado estadounidense.

## Biografía
Bolet nació en La Habana y estudió en el Instituto Curtis de Filadelfia, donde él mismo fue profesor entre 1939 y 1942, como asistente de Rudolf Serkin. Entre sus profesores se cuentan Leopold Godowsky, Josef Hofmann, David Saperton, Moriz Rosenthal y Fritz Reiner.
En 1942 Bolet se enroló en el ejército estadounidense y fue enviado a Japón. Mientras estuvo allí condujo el estreno japonés de The Mikado. Realizó sus primeras grabaciones para Remington. En 1960 aportó la banda sonora de la película "Song without End", sobre Liszt. Sin embargo, su estilo al piano fue criticado por los críticos norteamericanos durante décadas, por estar demasiado concentrado en el virtuosismo. Por este motivo sólo grabó para discográficas pequeñas en los 60.
Bolet decía de sí mismo que era un "pianista nato." Para Jorge Bolet, tocar el piano era tan natural como respirar. Era un hombre alto, con las manos grandes y dedos fuertes. Eran perfectos para la realización de las obras de compositores románticos con fuertes exigencias percutivas, como Franz Liszt y Frédéric Chopin. Bolet también tenía la capacidad mental para ejecutar las piezas más complicadas cualquier compositor ya que disponía de la capacidad de memorizar a primera vista y reproducir los más complicados pasajes con una preparación limitada.
Volvió al primer plano en 1974 con un recital en el Carnegie Hall, siendo considerado como un representante de la gran tradición romántica en la interpretación del piano. Su repertorio preferido se inicia en Chopin ya que los compositores anteriores no le eran estilísticamente cercanos. Su repertorio incluía básicamente a Liszt, Chopin, Schumann, Brahms, Franck, Grieg y Rajmáninov y las transcripciones de Liszt, Busoni y Godowski.
Bolet era uno de los pianistas más técnicos de la historia. Se le considera un gran especialista en la interpretación de las obras de Liszt, especialmente sus transcripciones de obras orquestales. También de Serguéi Rajmáninov, que fue uno de sus compositores favoritos.
En 1977 volvió al Instituto Curtis como director de la sección de piano sucediendo a Rudolf Serkin. La salud de Bolet empezó a decaer a finales de los años 80. Murió en su hogar en la ciudad de Mountain View, California en octubre de 1990

## Discografía
- Chopin, Four Ballades, Opp. 23, 38, 47, 52; Barcarolle Op. 60; Fantaisie Op. 49. London 417 651-2. [Recorded in Walthamstow Assembly Hall, 9/1986.]
- Chopin, 24 Preludes Op. 28; Ballade n.º 2 in F major Op. 38; Ballade n.º 4 in F minor Op. 52; Fantasie in F minor Op. 49. Eloquence 458 172-2 CD. [ Preludes recorded in 6/1987. DECCA Eclipse.]
- Chopin, 24 Preludes Op. 28; Nocturnes Op. 27 Nos. 1&2, Op. 55 n.º 1 and Op. 62 n.º 2. London 421 363-2. [Recorded in St Barnabas' Church, London, 6/1987; piano: Baldwin].
- Chopin, Piano Concertors Nos. 1 and 2. Orchestre Symphonique de Montreal, Charles Dutoit. London 425 859-2. [Recorded in St Eustache, Montreal, 5/1989.]
- Chopin, Jorge Bolet In Concert Vol 1 - Chopin Andante Spianato e Grande Polonaise Op. 22; Barcarolle Op. 60; Impromptus 1, 2, & 4; Four Scherzos; Polonaises Op. 26; Nocturnes Op. 9 n.º 3, Op. 15 n.º 2, Op. 27 n.º 2, & Op. 55 n.º 1; Sonata n.º 3 in B minor Op. 58; Chant Polonaise Op. 74 n.º 12 "My Joys" (arr. Liszt); Waltz n.º 14 in E minor Op. Posth., Jorge Bolet, Marston 52035-2 CD
- Debussy, Claude, Preludes Books 1 & 2 (selections), Jorge Bolet, Decca 425 518 2 CD
- Grieg, Edvard, Piano Concerto in A minor Op. 16, Jorge Bolet, Berlin Radio Symphony Orchestra, Riccardo Chailly, Decca 417 112 2 CD [Recorded in May 1985]
- Liszt, Études D’Exécution Transcendante, Ensayo 9711 CD. [Recorded in Barcelona, 1970.]
- Liszt, Bolet reDiscovered, RCA Red Seal: Liebestraum n.º 3; Gnomenreigen; Un Sospiro; Funerailles; La Campanella; Waldesrauschen; Grand Galop chromatique; Rhapsodie Espagnole; Tannhäuser Overture. [Recorded in RCA Studio A, 1972–73.]
- Liszt, Grandes Pianistas del Siglo XX. VOLUMEN 11: JORGE BOLET II, Mephisto Waltz n.º 1; Venezia e Napoli; Funérailles; Liebestraum n.º 3; La Leggierezza; La Campanella; Sonetto 104 del Petrarca; Harmonies du soir; Gnomenreignen; Au bord d'une source; Consolation n.º 3; Hungarian Rhapsody n.º 12; Ricordanza; Réminiscences de Norma (Live), Jorge Bolet, Philips 456 814-2 CD [Recorded in 1978-88 for DECCA]
- Liszt, Paraphrases, Ensayo CD-9742 [Recorded in 1969]. Schubert, Die Forelle and Ständchen von Shakespeare; Chopin, Meine Freuden and Mädchens Wunsch; Schumann, Widmung and Frühlingsnacht; Liszt, Liebestraum n.º 3; Donizetti, Reminiscences de Lucia di Lammermoor [see Great Pianists, Vol. 10]; Wagner, Spinner-Lied from Der fliegended Holländer; Verdi, Rigoletto Paraphrase.
- Liszt, Piano Works Vol. 1, Decca 410 257-2 CD: Hungarian Rhapsody n.º 12, Liebestraum n.º 3; Mephisto Waltz n.º 1; Funerailles; Rigoletto - Concert Paraphrase; La Campanella. [Recorded in Kingsway Hall, London, 2&9/1982; piano: Bechstein].
- Liszt, Piano Works Vol. 2, Decca 410 575-2 CD: Schubert Song Transcriptions: Die Forelle; Der Müller und der Bach; Wohin?; Lebe wohl!; Das Wandern; Der Lindenbaum; Horch, horch, die Lerch; Auf dem Wasser zu singen; Die Post; Aufenthalt; Lob der Tränen; Erlkönig. [Recorded in Kingsway Hall, London, 11/1981; piano: Baldwin].
- Liszt, Piano Works Vol. 3, Decca 410 115-2 CD: Sonata in B minor; Valse Impromptu; Liebesträume Nos. 1-3; Grand galop chromatique. [Recorded in Kingsway Hall, London, 9/1982; piano: Bechstein].
- Liszt, Piano Works Vol. 4, Decca 410 162-2 CD: Annees de Pelerinage: Deuxieme Annee: Italie (complete, 7 pieces: Sposalizio, Il Penseroso, Canzonetta del Salvator Rosa, Sonetti 47, 104, 123 del Petrarca, Dante Sonata). [Recorded in Kingsway Hall, London, 9&12/1982; piano: Bechstein].
- Liszt, Piano Works Vol. 5, Decca 410 160-2 CD: Annees de Pelerinage: Premiere Annee: Suisse (complete, 9 pieces: Chapelle de Guillaume Tell, Au lac de Wallenstadt, Pastorale, Orage, Vallee d'Obermann, Eglogue, Le mal du pays, Le cloches de Geneve). [Recorded in Kingsway Hall, London, 3/1983; piano: Bechstein].
- Liszt, Piano Works Vol. 6, Decca 410 803-2 CD: Venezia e Napoli (3 pieces: Gondoliera, Canzone, Tarantella); Les jeux d'eau a la Villa d'Este; Benediction de Dieu dans la solitude; Ballade n.º 2. [Recorded in Kingsway Hall, London, 10/1983; piano: Bechstein].
- Liszt, Piano Works Vol. VII, London 414 601-2 CD: Transcendental Studies, S. 161 (complete): Preludio; Molto vivace; Paysage; Mazeppa; Feux follets; Vision; Eroica; Wilde Jagd; Ricordanza; Allegro agitato molto; Harmonies du Soir; Chasse-neige. [Recorded in St Barnabas' Church, London, 3/1985; piano: Bechstein].
- Liszt, Concert Studies, S144 and S145; Consolations S172 [all cycles complete, 11 pieces altogether]; Reminiscences de Don Juan, S418. DECCA 417 523-2 CD. [Recorded in Kingsway Hall, London, 12/1978; except for the Consolations: recorded in St Barnabas' Church, London, 3/1985.]
- Liszt, Totentanz S126; Malediction S121; Hungarian Fantasy S123. London Symphony, Ivan Fischer. DECCA 417 079-2 CD. [Recorded in Walthamstow Assembly Hall, London, 3/1984; piano: Bechstein.]
- Liszt, Piano Works, DECCA 467 801-2 9CD. London Symphony Orchestra, London Philharmonic Orchestra, Iván Fischer, Georg Solti.
- Liszt, Favourite Piano Works, Double DECCA 444 851-2 CD. Fine selection from the DECCA years. TT 139,51 minutes. Includes the Sonata in B minor, Reminiscences de Don Juan, Erlkönig, and many others.
- Liszt, Various works, Jorge Bolet RCA 63748-2 CD
- Rajmáninov, Piano Concerto No. 3 in D minor Op. 30 [Recorded Live, 1969; Indiana University Symphony Orchestra]; Liszt, Die Forelle (Schubert); Des mädchens Wunsch (Chopin); Widmung (Schumann); Réminiscences de Lucia di Lammermoor (Donizetti); Spinnelied aus Der fliegende Holländer (Wagner); Rigoletto Paraphrase (Verdi) [Recorded in studio, 1969]. Palexa 0503 CD. Conductor not stated on the CD.
- Rajmáninov, Piano Concerto n.º 3 in D minor Op. 30. London Symphony, Ivan Fischer. London 414 671-2. [Recorded in Kingsway Hall, London, 9/1982; piano: Bechstein.]
- Rajmáninov, Variations on a Theme of Chopin Op. 22; Preludes Op. 3 n.º 2, Op. 23 Nos. 5 and 10, Op. 32 Nos. 7 and 12; Melodie Op. 3 n.º 3; Liebesleid and Liebesfreud. London 412 061-2. [Recorded in St Barnabas' Church, London, 1/1986 (Variations) and in Walthamstow Assembly Hall, London, 1/1987 (the rest); piano: Bechstein.]
- Schumann, Robert, Piano Concerto in A minor Op. 54, Jorge Bolet, Berlin Radio Symphony Orchestra, Riccardo Chailly, Decca 417 112 2 CD
- Liszt, Franz, Bolet Rediscovered: Liszt Recital, Jorge Bolet, RCA 63748, 04/03/2001
- J Brahms; R Schumann: Klaus Tennstedt Jorge Bolet, London Philharmonic Orchestra; Klaus Tennstedt, BBC Legends, BBCL42512
- Grandes Pianistas del Siglo XX. VOLUMEN 10: JORGE BOLET I.
  - Live in Carnegie Hall (25/2/1974): Bach-Busoni, Chaconne; Chopin, 24 Preludes; Strauss-Tausig, Man lebt nur eimanl and Nachtfalter; Schulz-Evler, Arabesques on The Blue Danube; Wagner-Liszt, Tannhäuser Overture; Moszkowski, La Jongleuse; Rubinstein, Staccato Etude.
  - Rachmaninoff's Transcriptions and Paraphrases (7/1973, RCA Studios, New York): Rimski-Kórsakov, The Flight of the Bumble-bee; Kreisler, Liebesleid and Liebesfreud; Mendelssohn, Scherzo from A Midsummer Night's Dream; Bach, Prelude (from Violin Partita n.º 3); Músorgski, Hopak; Behr, Polka de W.R.; Chaikovski, Lullaby Op. 16 n.º 1; Bizet, Menuet from L'Arlesienne.
  - Liszt-Donizetti, Reminiscences de Lucia de Lammermoor, 1969. Ensayo.